# ریتان
ریتان (انگلیسی: Reitan) شرکت خرده‌فروشی نروژی است، که در سال ۱۹۴۸ تأسیس شد.